# ネリー・ザックス
ネリー・ザックス（Nelly Sachs, 1891年12月10日 - 1970年5月12日）は、ドイツの詩人および作家。自らの苦悩と過酷な時代の体験のなかから数々の優れた詩を生み出し、戦後ドイツを代表する詩人の一人とされる。ナチス・ドイツによる迫害経験から、ユダヤ人の悲嘆の代弁者となった。1966年ノーベル文学賞受賞。
よく知られている作品に詩劇『エリ―イスラエル受難の神秘劇』（1950年）、詩集『死神の住処で』（1947年）、『逃亡と変容』（1959年）、『塵なき境への旅』（1961年）、『求める女』（1971年）などがある。

## 生涯
ザックスは1891年、ベルリンのシェーネベルクにユダヤ系の工場主の娘として生まれた。セルマ・ラーゲルレーヴやドイツ・ロマン派からの影響の下に早くから詩や戯曲を執筆し、1921年には『伝説集』を出版。1929年には新聞に初めて詩を発表している。1930年に父を亡くし、その後ナチス政権の成立と共にザックスの将来に暗雲が垂れ込める。1940年に老齢の母とともにナチスの迫害を逃れてスウェーデンに亡命。亡命の成功はセルマ・ラーゲルレーヴとオイゲン王子の助力が大きかったという。この亡命によってザックスはナチスのユダヤ人狩りから逃れることができたが、許婚は命を落とすことになった。戦時中は生活の糧を得るために、50歳を過ぎてからスウェーデン語を学び、スウェーデンの詩のドイツ語への翻訳を始める。
戦後のザックスはスウェーデンに留まり、ドイツ語での詩作とスウェーデンの詩の翻訳を続けることになる。1947年にドイツで詩集『死神の住処で』を発表する一方で、1952年にはスウェーデン国籍を取得している。故郷ベルリンには1965年に一度訪問しただけである。ザックスは1950年の母親の死の直後をはじめ幾度も精神的な危機を迎え、1960年には重度の危機に陥って精神病院に入院したこともあった。最もひどいときには外界に対する接触を全く失うほどだったこの病には、ナチズムによる迫害の経験とそのナチズムが復活するのではないかという怖れが大きく影響していた。そのような不安定な精神状態を抱えながらもザックスは詩作を続けたが、その彼女の文学における支えとなったのはハンス・マグヌス・エンツェンスベルガーだった。またパウル・ツェランとは16年にわたって手紙のやり取りを続け、二度ほど顔を合わせている。
1961年にはネリー・ザックス賞が創設され、その初回受賞者となった。1965年ドイツ書籍協会平和賞受賞。1966年にシュムエル・アグノンと共にノーベル文学賞を受賞したとき、彼女は、アグノンがイスラエルを表し「私はユダヤ人達の悲劇を表す。」と語った。
晩年は癌に苦しみ、1970年にストックホルムで死去した。亡骸はストックホルムのNorra begravningsplatsenに埋葬された。

## 著作
- In den Wohnungen des Todes 1947
- Die Leiden Israels 1951
- Fahrt ins Staublose. Die Gedichte, Band 1 1961
- Zeichen im Sand. Die szenischen Dichtungen 1962
- Ausgewählte Gedichte 1963
- Landschaft aus Schreien 1966
- Teile dich Nacht, Gedichte 1971
- Gedichte 1977
- Suche nach Lebenden. Die Gedichte, Band 2 1979
- Frühe Gedichte und Prosa 1983

### 日本語訳
- イスラエルの受難　生野幸吉訳（三修社、1968年）
- 詩集　生野幸吉編訳（ノーベル賞文学全集24：主婦の友社、1972年）
- パウル・ツェラン／ネリー・ザックス往復書簡　飯吉光夫訳（青磁ビブリオ、1996年）
- ネリー・ザックス詩集 綱島寿秀訳（未知谷、2008年）